# Eusirus microps
Eusirus microps är en kräftdjursart som beskrevs av Walker 1906. Eusirus microps ingår i släktet Eusirus och familjen Eusiridae. Inga underarter finns listade i Catalogue of Life.